# Меденін (вілаєт)
Меденін (араб. ولاية مدنين) — вілаєт Тунісу. Адміністративний центр — м. Меденін. Площа — 8 588 км². Населення — 443 700 осіб (2007).

## Географічне положення
Розташований у південно-східній частині країни. На півдні межує з вілаєтом Татауїн, на заході — з вілаєтом Кебілі, на північному заході — з вілаєтом Габес, на сході — з Лівією. На північному сході омивається водами Середземного моря (на півночі — затока Габес). До складу вілаєту входить територія острова Джерба.

## Населені пункти
- Меденін
- Аджім (на о. Джерба)
- Бен Кардан
- Бені-Хедаш
- Хумт-Сук (на о. Джерба)
- Мідун (на о. Джерба)
- Зарзіс

| Туніс | Це незавершена стаття з географії Тунісу. Ви можете допомогти проєкту, виправивши або дописавши її. |